# Coursac
Coursac é uma comuna francesa na região administrativa da Nova Aquitânia, no departamento Dordonha. Estende-se por uma área de 24,48 km². Em 2010 a comuna tinha 2 228 habitantes (densidade: 91 hab./km²).